# Филодендрон бородавчатый
Филоде́ндрон борода́вчатый (лат. Philodéndron verrucosum) — вечнозелёное цветковое многолетнее растение, вид рода Филодендрон (Philodendron) семейства Ароидные (Araceae).
Этот вид характеризуется короткими межоузлиями, полуцилиндрическими черешками (длиннее листовых пластинок), широкосердцевидными листовыми пластинками, бархатистой верхней поверхностью листьев, густо-волосистой или щетинистой поверхностью стеблей, катафиллов, черешков и соцветий.
Щетинки, покрывающие основные части филодендрона бородавчатого, напоминают бородавки, отсюда и видовое название.

## Ботаническое описание
Лазящие лианы, обычно хемиэпифиты, реже эпифиты или наземные растения.

### Стебли и корни
Стебли лазящие, покрытые густыми щетинками, наподобие бородавок. Побеги нежные, ломкие, от зелёных до зеленовато-белых. Молодые междоузлия 20 см длиной, 1—2 см шириной; взрослые междоузлия округлые, мелко-морщинистые, от полуглянцевых до матовых, 3—10 см длиной, 2—6 см в диаметре, по длине равны ширине или длиннее её, от серых до коричневых. Корни умеренно многочисленные, в основном короткие, покрытые по крайней мере с одной стороны полноценными корневыми волосками, в высохшем виде тёмно-коричневые, полуглянцевые, слегка покрытые прижатыми щетинками. Катафиллы 10—30 см длиной, неребристые, иногда с одним ребром, зелёные или красноватые, покрытые густыми волосками в виде сетки запутанных волокон.

### Листья
Черешки 33—65(90) см длиной, 3 см в диаметре у основания, 1,5 см  в диаметре у верхушки, полуцилиндрические, от красновато-фиолетовых до коричневатых, густо покрыты щетинками; щетинки двух различных типов: короткие, широкие, часто разрывающиеся перемежаются с длинными, игольчатыми, вертикальными. Листовые пластинки широко-сердцевидные, на вершине от заострённых до быстро-заострённых (остриё в основном закруглённое, 1—2,5 мм длиной), в основании сердцевидные, 28—75 см длиной, 19—60 см шириной, в 1—1,7 раза в длину больше, чем в  ширину, в 0,7—1,5 раза длиннее черешков, самые широкие ниже точки соединения с черешком, тонкие, кожистые, сверху тёмно-зелёные или от бронзово-зелёных до черновато-зелёных у молодых листьев, от бархатистых до матовых, с палевой зоной вдоль средней жилки, снизу бледно-зелёные, с красновато-пурпурным оттенком между жилками (молодые листья слегка глянцевые и пурпурно-фиолетовые), матовые, в высохшем виде от жёлто-коричневых до красновато-коричневых. Первоначальный лист 9,6—51 см длиной, 10—59 см шириной, в 1,9—3 раза длиннее последующих, последующие 8—21 см длиной, 5—28 см шириной, от широкоокруглых до тупых. Пазуха от подковообразной до яйцевидной. Центральная жилка сверху утопленная, немного бледнее верхней стороны листа, снизу выпуклая, матовая и темнее нижней стороны листа; с каждой стороны по 6—8 основных жилок; с каждой стороны по (3)6—8 первичных боковых жилок располагаются под углом 50—55° к центральной жилке, сверху утопленные, бледнее, чем верхняя поверхность листа, снизу выпуклые, округло закруглённые и темнее, чем нижняя поверхность листа; второстепенные боковые жилки сверху темнее, чем верхняя поверхность листа; заметные поперечные жилки частично приподняты.

### Соцветие и цветки
Соцветия по 1—4 в пазухе листа. Цветоножки 5—25 см длиной, 1—2 см в диаметре, от зелёных до пурпурных, обычно в 0,66—1,75 раз длиннее, чем покрывало. Покрывало покрыто густыми щетинками, 10—22 см длиной, 4 см в диаметре; пластинка покрывала зелёная, беловатая или красновато-зелёная снаружи, от белой до розоватой внутри; трубка покрывала красновато-зелёная, зелёная или тускло пурпурно-фиолетовая снаружи, красная или бледно-красноватая (тёмно-зелёная после цветения) внутри. Початок 14,6 см длиной; мужская часть от цилиндрической до слегка булавовидной, 1,8—4,6 см длиной, 1 см в диаметре у вершины, 8 мм шириной в основании; стаминодийная часть 9,4 см длиной; репродуктивная стаминодийная часть кремового цвета; пестики 2,6—3,3 мм длиной, 1,4—1,7 мм в диаметре; завязь 4—5-гнёздная, 1,9—2,5 мм длиной, 1,4—1,7 мм в диаметре, с центральной плацентой; гнёзда 1,9—2,5 мм длиной, 0,5—0,7 мм в диаметре; зародышевый мешок 1,8—2,2 мм длиной, в гнезде 20—24(34) зародышей, расположенных в два ряда в прозрачном, студенистом зародышевом мешке, 0,1—0,2 мм длиной, длиннее или равных семяножке; семяножки 0,2 мм длиной, от сросшихся до слабораздельных; столбик 0,5—0,6 мм длиной, 1,4—1,7 мм в диаметре, с более-менее плоской вершиной; рыльце более-менее большое, 1,4 мм в диаметре, 0,2—0,3 мм высотой, покрывает всю поверхность вершины столбика. Андроцей усечённый, призматический, продолговатый, 0,3—0,4 мм шириной, края более-менее 4—6-сторонние, 0,8—0,9 мм длиной, 2—2,5 мм в диаметре у вершины; пыльники удлинённые, 0,3—0,4 мм шириной, более-менее параллельные друг другу. Бугорок бесплодных стаминодиев неравномерно 4—5-сторонний, иногда булавовидный или призматический 1,6—1,8 мм длиной, 1,4—1,7 и 1,9—3,4 мм шириной.

### Цветение и плоды
Цветение филодендрона бородавчатого в Центральной Америке происходит с апреля по июнь (иногда в сентябре и ноябре), в сухой период, вероятно, он цветёт и раньше, возможно в феврале, так как отцветшие растения для гербария были собраны в Колумбии в марте и даже в феврале. Образцы для гербария после цветения собирались также с апреля до июля, а также и в декабре. Незрелые плоды были найдены в июле, октябре и декабре. Сбор цветущих растений в сентябре и октябре, а также незрелых плодов в октябре и декабре свидетельствует о бимодальном цветении.
Плод — белая ягода.

### Отличия от других видов
Щетинки есть и других видов филодендронов, с которыми филодендрон бородавчатый можно перепутать: у Philodendron hammelii, Philodendron malesevichiae, Philodendron squamipetiolatum. Philodendron squamipetiolatum отличается большим количеством более длинных тонких междоузлий  и намного меньшими листовыми пластинками (примерно 30 см длиной у цветущих растений) с полуглянцевой верхней поверхностью. Он также отличается одиночными соцветиями, в то время как у филодендрона бородавчатого в пазухе листа их несколько. Philodendron hammelii отличается намного меньшим размером, черешками с листоподобными, а не игольчатыми щетинками, сосредоточенными у вершины черешков, гладкими катафиллами, цветоножками и покрывалами. Philodendron malesevichiae отличается наземной жизненной формой, ползучим внешним видом, постоянными, гладкими катафиллами, бороздчатыми, а не полуцилиндрическими черешками, полуглянцевыми листовыми пластинками, отсутствием заметным поперечных жилок.

## Распространение
Растёт в предгорных и горных влажных тропических лесах, тенистых местах, на высоте от 200 до 1500 м (главным образом 500 м) над уровнем моря в Коста-Рике, Панаме, Колумбии, Эквадоре, Перу.
В Центральной Америке встречается преимущественно на склонах, обращённых в сторону Атлантического океана или вблизи континентального шельфа в Коста-Рике и Панаме, а также на склонах, обращённых в сторону Тихого океана на юго-западе Коста-Рики. В Южной Америке ареал находится на тихоокеаанских склонах Анд и тянется на юг до областей Оро и Котопахи в Эквадоре, на восточных склонах Анд в Напо и Мороно-Саньяго, а также в Перу в департаментах Сан-Мартин и Джунин, на высоте 750—1850 м над уровнем моря.

## Практическое использование
Используется в тёплых оранжереях для оформления стен и каменистых участков.

## Классификация
Филодендрон бородавчатый входит в подсекцию Achyropodium секции Philodendron.